# Приштина (футбольний клуб)
Футбольний клуб «Приштина» або просто ФК «Приштина» (алб. Klubi Futbollistik Prishtina; KF Prishtina; серб. Фудбалски клуб Приштина / Fudbalski klub Priština; ФК Приштина / FK Priština) — професіональний косовський футбольний клуб з міста Приштина. Найтитулованіший футбольний клуб напіввизнаної країни Косово.

## Досягнення
- Райфайзен Суперліга Косово
  -  Чемпіон (11): 1991/92, 1995/96, 1996/97, 1999/00, 2000/01, 2003/04, 2007/08, 2008/09, 2011/12, 2012/13, 2020/21
  -  Срібний призер (8): 2002/03, 2005/06, 2006/07, 2009/10, 2010/11, 2013/14, 2016/17, 2018/19
  -  Бронзовий призер (1): 2014/15

- Кубок Косова
  -  Володар (8): 1994/95, 2005/06, 2012/13, 2015/16, 2017/18, 2019/20, 2022/23, 2024/25
  -  Фіналіст (3): 2002/03, 2008/09, 2010/11, 2023/24

- Суперкубок Косова
  -  Володар (11): 1994/95, 1995/96, 2000/01, 2003/04, 2005/06, 2007/08, 2008/09, 2012/13, 2016, 2020, 2023

- Друга ліга чемпіонату Югославії
  -  Чемпіон (1): 1982/83

- Косовська Ліга (до 1991 року)
  -  Чемпіон (7): 1947/48, 1950/51, 1953/54, 1958/59, 1960/61, 1976/77, 1978/79[1]

## Уболівальники
Уболівальники клубу називають себе Плісат.

## Відомі гравці
У списку, який наведено нижче, представлені гравці, які виступали у складі своїх національних збірних:
| - Дебатік Цуррі - Арменд Даллку - Ахмед Янузі - Мехмет Драгуша - Беснік Хасі - Адріан Козніку - Куйтім Шала - Куштрим Мушица - Ментор Ждрелла | - Йован Танасьєвич - Драгослав Єврич - Горан Джорович - Зоран Батрович - Владислав Джукич - Ісмет Хаджич - Владан Радача - Фаділь Воккрі |  |

## Відомі тренери
Нижче наведено список головних тренерів ФК «Приштина»:
- Петар Пурич (195?–5?)[5]
- Славко Станич (1961)
- Ілля Димовськи (1979–81)
- Бела Пальфі (1981–83)
- Фуад Музурович (1983–84)
- Вукашин Вишнєвац (1984)
- Аєт Шошоллі (1984–85)
- Фуад Музурович (1985–86)
- Мирослав Блажевич (1986)
- Мілован Джорич (1986–87)
- Йосип Дуванчич (1987–88)
- Мілан Живадинович (1988–89)
- Хісні Машунай (1989–90)
- Аєт Шошоллі (1990–91)
- Бурім Хатіпі (1994–95)
- Юсуф Тортоши (1995–98)
- Аєт Шошоллі (1999–00)
- Юсуф Тортоши (2000–01)
- Медін Жега (2001–02)
- Арбнор Моріна (2002)
- Раміз Краснічи (2002)
- Аєт Шошоллі (2002–05)
- Фаділ Мурічи (2005–06)
- Раміз Краснічи (2006)
- Куйтім Шала (2006–07)
- Рамадан Цимілі (2007)
- Афрім Товарлані (2007–09)
- Беснік Колларі (2009)
- Скендер Шенгулі (2009)
- Раміз Краснічи (2010–11)
- Юсуф Тортоши (2011)
- Вольфганг Єрат (2011)[6]
- Еюп Мехметі (2012)
- Афрім Товарлані (2012–14)
- Більбіль Соколі (2014–15)
- Раміз Краснічи (2015–16)
- Фаділь Беріша (2016)
- Куштрім Муніши (2016–теп. час)